# Lanques-sur-Rognon
Lanques-sur-Rognon är en kommun i departementet Haute-Marne i regionen Grand Est (tidigare regionen Champagne-Ardenne) i nordöstra Frankrike. Kommunen ligger i kantonen Nogent som tillhör arrondissementet Chaumont. År 2022 hade Lanques-sur-Rognon 212 invånare.

## Befolkningsutveckling
Antalet invånare i kommunen Lanques-sur-Rognon
| Referens: INSEE |